# Addicted to You (sång)
Addicted to You är en låt publicerad 2013 av den svenske DJ:n och producenten Avicii.
Låtskrivare är Tim Bergling, Ash Pournouri, Mac Davis och Josh Krajcik.
Audra Mae sjunger.

## Låtens musikvideo
Musikvideon till "Addicted to You" laddades upp på YouTube den 14 februari 2014. Den 28 oktober 2018 hade den visats över 236 miljoner gånger.